# Glen Moss
Pour les articles homonymes, voir Moss.
Glen Moss, né le 19 janvier 1983 à Hastings, est un ancien footballeur international néo-zélandais qui évoluait au poste de gardien de but.

## Carrière
Après avoir cherché une place de titulaire dans plusieurs clubs, allant même en Europe au Dinamo Bucarest, Glan Moss arrive en 2007 dans l'A-League en étant recruté par le Wellington Phoenix FC, seul club néo-zélandais dans le championnat australien. Glen Moss retrouve Jeremy Christie, ancien compagnon des Knights. Moss joue une première saison quasi entière, lors de seconde saison il sera blessé, l'écartant des terrains. Malgré tout il signe de bonnes performances, et le Melbourne Victory, alors champion 2009, décide de le recruter.
Doté d'un sens tactique au-dessus de la moyenne, Moss est reconnu comme l'un des tout meilleurs gardien de la zone océanienne. Les sirènes de l'Europe et du football business ne l'attirant pas, Glen choisit de rester dans le championnat australien où il peut exprimer pleinement son talent grandissant. Exceptionnel sur sa ligne de but, Glen Moss dispose d'une détente et d'une réactivité très développée, rappelant Oliver Kahn dans son attitude. Toutefois, il se dit "prêt à tenter l'aventure" de la nouvelle ère parisienne 2011/2012 avec le Paris Saint-Germain, club de son cœur.
Au niveau international il est appelé pour la Coupe des confédérations 2009, il est titulaire lors des 3 matches de la Nouvelle-Zélande.